# Konföderation der Arbeiter Guineas
Die Konföderation der Arbeiter Guineas (französisch Confédération Nationale des Travailleurs de Guinée; CNTG) ist mit 60.000 Mitgliedern die größte Gewerkschaft des westafrikanischen Staates Guinea. Die Organisation mit Sitz in Conakry ist Mitglied in der International Trade Union Confederation.
Die Gewerkschaft ist hervorgegangen aus dem guineischen Zweig der französischen Confédération générale du travail (CGT). 1948, also noch zur französischen Kolonialzeit, wurde der spätere Präsident Guineas Ahmed Sékou Touré der Führer dieses guineischen Teiles der CGT. Mit der Unabhängigkeit des Landes bekam die Gewerkschaft 1956 ihren heutigen Namen.
Unter dem zunehmend diktatorisch regierenden Staatspräsidenten Sekou Touré war die CNTG die einzige zugelassene Gewerkschaft und Erfüllungsgehilfin der Regierung. Im Jahr 2000 wurde Rabiatou Serah Diallo Generalsekretärin der CNTG. Unter ihrer Führung wandelte sich die alte Staatsgewerkschaft in den letzten Jahren zur tragenden Kraft der guineischen Zivilgesellschaft und Speerspitze der Bewegung gegen den damaligen Präsidenten Lansana Conté, dem die Gewerkschaften unter Führung der CNTG im Februar 2007 ein politisches Abkommen abtrotzten.
Rabiatou Serah Diallo als Vorsitzende des CNTG wurde am 19. Januar 2010 von General Sékouba Konaté zur stellvertretenden Ministerpräsidentin der Übergangsregierung (CNT) unter Premierminister Doré ernannt.
Die CNTG ist Mitglied des Internationalen Gewerkschaftsbundes (IGB). In der Mitgliederliste des IGB wird die Mitgliedschaft mit 100.500 angegeben (Stand: November 2017).